# 정장석 (희극인)
정장석(1984년 4월 21일 ~ )은 대한민국의 희극 배우다.

## 학력
동국대학교 경영학과

## 방송
- MBC 하땅사
- SBS 웃찾사
- Mnet 뻔뻔개그쇼